# Kōra, Shiga
Kōra (japanska: 甲良町?, Kōra-chō), eller Koura, är en landskommun i Shiga prefektur i Japan.